# Система аварійного порятунку

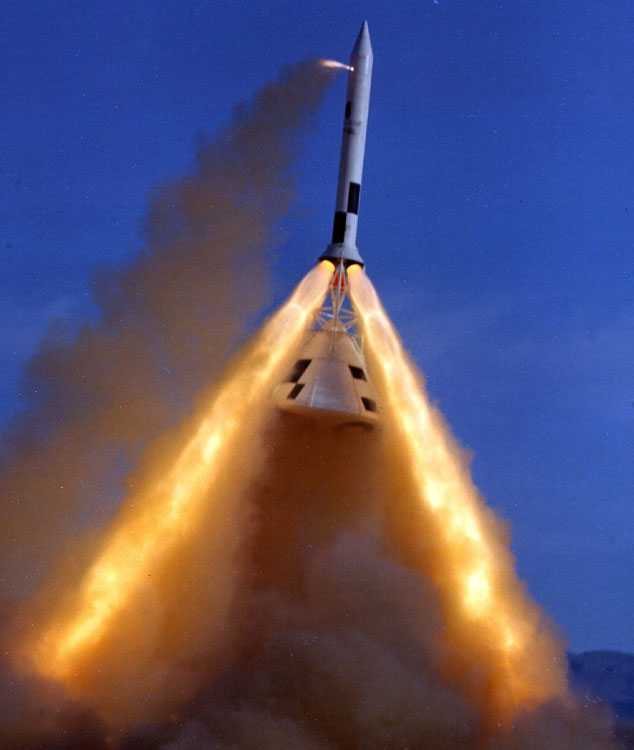
САП із капсулою Аполлон

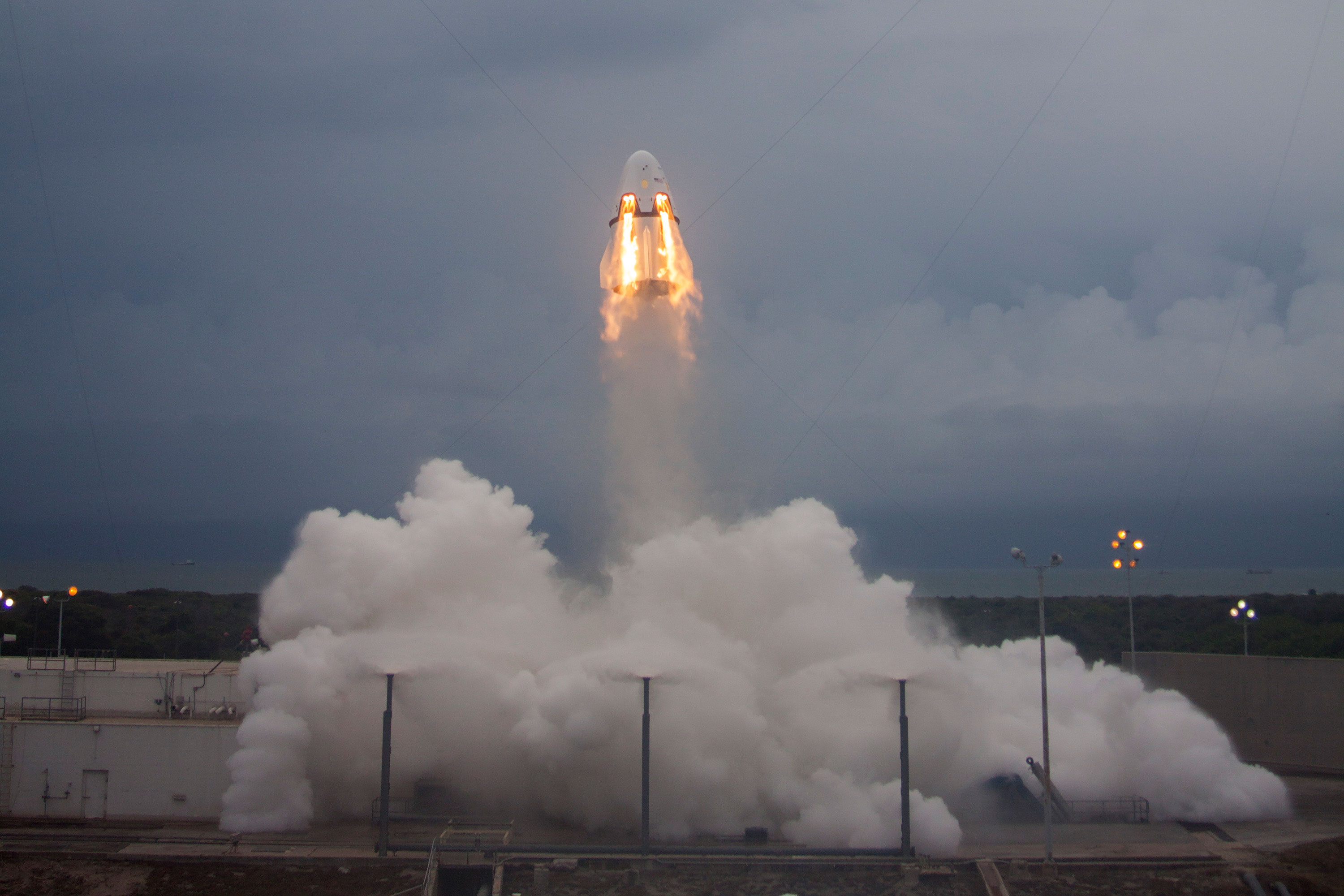
САП капсули Dragon 2 в дії

Система аварійного порятунку (англ. Launch Escape (Abort) System) — система безпеки в ракетобудуванні, що дозволяє миттєво відокремити рятувальну капсулу з екіпажем від ракети-носія у випадку надзвичайної ситуації. Далі спуск відбувається з парашутом. Зазвичай рушієм у САП є твердопаливна ракета. Але компанія SpaceX для свого космічного корабля Dragon 2 розробила рідинні двигуни SuperDraco, що виконуватимуть вищевказану функцію..